# Centralismo
O centralismo é um sistema político em que o poder político e administrativo é concentrado nos órgãos centrais do Estado. Opõe-se ao federalismo,  os vários entes
que constituem o estado.
Tradicionalmente centralista é a França, por exemplo, cujas subdivisões geográficas (arrondissements) têm pouca autonomia. Também são organizados de maneira centralizada a Grécia, Luxemburgo, Portugal, Suécia e Japão. Federalistas são os Estados Unidos da América, o Brasil, o Canadá, a Alemanha, a Áustria e a Suíça. Os entes que compõem essas federações têm diferentes nomes (estados, na Alemanha e na Áustria; cantões, na Suíça; comunidades autônomas, na Espanha; países, no caso do Reino Unido).
No entanto, todos os governos constituídos são, em algum grau, necessariamente centralizados. Mesmo num estado federado, a autoridade e as prerrogativas do poder central estão acima da autoridade e prerrogativas das partes que o constituem.
Não se deve confundir desconcentração com descentralização. A desconcentração corresponde a uma simples delegação de competências, enquanto que a descentralização é uma verdadeira transferência de competências ou de poderes de um ente de direito público para outro..